# Sciapus ingruo
Sciapus ingruo är en tvåvingeart som först beskrevs av Harris 1780.  Sciapus ingruo ingår i släktet Sciapus och familjen styltflugor. Inga underarter finns listade i Catalogue of Life.